# Burford-Kegresse 30cwt
Burford-Kegresse 30cwt — британский полугусеничный бронетранспортёр межвоенного периода, созданный фирмой Burford. Созданный в середине 1920-х годов и выпущенный небольшой серией, после нескольких лет эксплуатации был снят с вооружения из-за недостаточной надёжности ходовой части.

## История создания
Бронетранспортёр «Бэрфорд-Кегресс» был создан британской фирмой Burford на базе производимых ею четырёхосных грузовых автомобилей с колёсной формулой 4×2: базовая машина бронировалась, а её задний мост оснащался движителем Кегресса, производимым по лицензии французской компании Citroën. Выпущенный в 1926 году опытный экземпляр машины успешно прошёл ходовые испытания, по результатам которых был положительно принят военными, и в том же году Burford по заказу британской армии выпустила небольшую партию машин, взятых на вооружение.
Несмотря на успешность испытаний, в результате продолжительной эксплуатации обнаружилось, что бронетранспортёр непригоден для военной службы: движитель Кегресса обладал крайне низкой износоустойчивостью и часто выходил из строя, а сама машина обладала неудовлетворительной проходимостью. Это послужило причиной того, что уже в 1929 году, через три года после создания, машины были сняты с вооружения и позднее разобраны на металл.

## Описание конструкции
«Бэрфорд-Кегресс» имел переднемоторную, заднеприводную вагонную автомобильную компоновку; моторно-трансмиссионное отделение и отделение управления располагалось в носовой части корпуса, совмещённые десантное и боевое отделения — в средней. Экипаж машины составляли 2 человека — механик-водитель и командир, располагавшиеся справа и слева соответственно; в десантном отделении на двух расположенных вдоль бортов деревянных скамьях могли размещаться не менее 8 человек десанта. Посадка и высадка осуществлялись через две двери, расположенные по бортам отделения управления, десанта — через двустворчатую дверь в кормовой части корпуса.

### Броневой корпус
Броневой корпус машины, выполнявшийся из стальных броневых листов толщиной приблизительно 4—8 мм, имел простую коробчатую форму и был открыт сверху. Большая часть броневых листов (за исключением верхнего и нижнего лобовых бронелистов и нижних бронелистов десантного отделения, расположенных под углами около 45°, −45° и −45° соответственно, а также бронирования днища) была установлена вертикально.

### Вооружение
Вооружение машины состояло из спаренной зенитной пулемётной установки 7,7-мм пулемётов «Виккерс», установленной открыто в центре десантного отделения и позволявшей как вести зенитный огонь, так и поддерживать огнём пехоту. Функции стрелка выполнял один из десантников.

### Средства наблюдения и связи
Экипаж мог осуществлять наблюдение, не поднимая голов над бронёй, через смотровой люк со смотровой щелью в верхнем лобовом бронелисте

### Двигатель и трансмиссия
Бронетранспортёр оснащался карбюраторным двигателем водяного охлаждения американской фирмы Buda мощностью 20 или 30 л. с.

### Ходовая часть
Ходовая часть — полугусеничная, состоявшая из переднего управляемого автомобильного моста и расположенного сзади ведущего гусеничного движителя.
Подвеска переднего моста — на полуэллиптических листовых рессорах.
Гусеничный движитель — типа Кегресса, который применительно к одному борту состоял из имевших большой диаметр переднего ведущего колеса фрикционного зацепления и заднего направляющего колеса, выполнявших также опорную функцию, а также четырёх опорных катков небольшого диаметра, сблокированных попарно и балансирно подвешенных на общей тележке. Гусеничная лента — резинометаллическая.

## Галерея

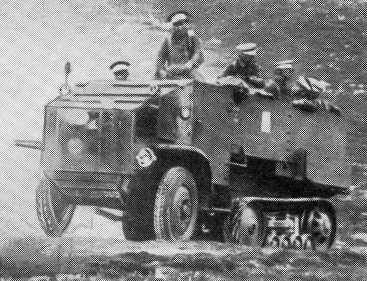
Бронетранспортёр «Бэрфорд-Кегресс» в движении, вооружение не установлено
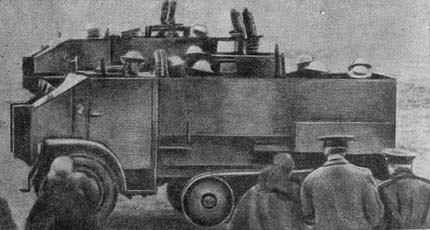
Два «Бэрфорд-Кегресса» в движении, вид слева
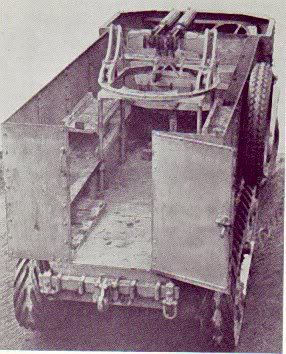
«Бэрфорд-Кегресс», вид сзади. Хорошо видны десантное отделение и зенитная пулемётная установка
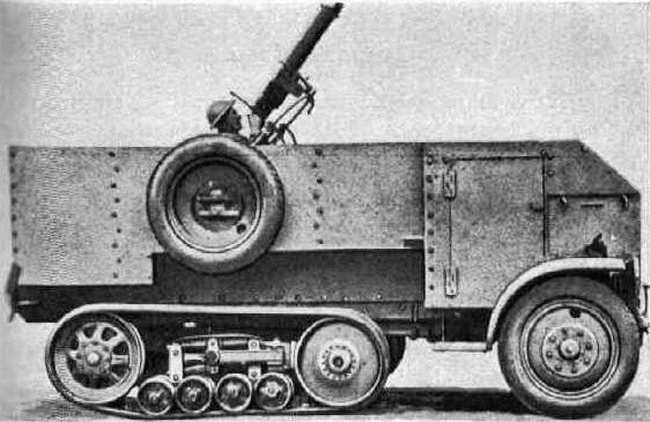
«Бэрфорд-Кегресс», вид справа

### Сноски
1. 1 2 3 4 5  Согласно визуальным показателям фотографий машины.